# Юньєркі Бланко
Юньєркі Бланко Мора (ісп. Yunierky Blanco Mora; нар. 11 лютого 1987, Моа, провінція Ольгін — 20 вересня 2014, Німеччина) — кубинський борець вільного стилю, чемпіон, срібний та бронзовий призер Панамериканських чемпіонатів, срібний призер Панамериканських ігор, переможець та срібний призер Кубків світу.

## Біографія
Боротьбою почав займатися з 1995 року в рідному місті Моа, слідуючи по стопах своїх дядьків, які були борцями. Один з них був членом Національної молодіжної збірної Куби у вазі 74 кг. Перший тренер Хуан Сандо.
Виступав за борцівський клуб «Серро Пеладо» з Гавани. Тренер — Хуліо Мендьєта Селлар (з 2008).
Незважаючи на спортивні успіхи Юньєркі та його родина жили в бідності, що змусило його у розпал своєї спортивної кар'єри втекти з Куби до Німеччини, щоб подумати про своє майбутнє та майбутнє своєї сім'ї. За словами його друга Лазаро Міреллеса, спортсмен покінчив життя самогубством з відчаю через свою юридичну ситуацію в Німеччині.

## Спортивні результати на міжнародних змаганнях

### Виступи на Чемпіонатах світу
| Змагання                        | Збірна | Вагова категорія          | Місце |
| ------------------------------- | ------ | ------------------------- | ----- |
| Чемпіонат світу з боротьби 2011 | Куба   | вільна боротьба, до 74 кг | 17    |
| Чемпіонат світу з боротьби 2013 | Куба   | вільна боротьба, до 74 кг | 10    |

### Виступи на Панамериканських чемпіонатах
| Змагання                                   | Збірна | Вагова категорія          | Місце  |
| ------------------------------------------ | ------ | ------------------------- | ------ |
| Панамериканський чемпіонат з боротьби 2011 | Куба   | вільна боротьба, до 74 кг | Срібло |
| Панамериканський чемпіонат з боротьби 2012 | Куба   | вільна боротьба, до 74 кг | Бронза |
| Панамериканський чемпіонат з боротьби 2013 | Куба   | вільна боротьба, до 74 кг | Золото |

### Виступи на Панамериканських іграх
| Змагання                  | Збірна | Вагова категорія          | Місце  |
| ------------------------- | ------ | ------------------------- | ------ |
| Панамериканські ігри 2011 | Куба   | вільна боротьба, до 74 кг | Срібло |

### Виступи на Кубках світу
| Змагання                    | Збірна | Вагова категорія          | Місце  |
| --------------------------- | ------ | ------------------------- | ------ |
| Кубок світу з боротьби 2009 | Куба   | вільна боротьба, до 74 кг | Срібло |
| Кубок світу з боротьби 2011 | Куба   | вільна боротьба, до 74 кг | Золото |

### Виступи на інших змаганнях
| Змагання                                                               | Збірна | Вагова категорія          | Місце  |
| ---------------------------------------------------------------------- | ------ | ------------------------- | ------ |
| Олімпійський кваліфікаційний турнір з боротьби 2012 (Кіссіммі-Орландо) | Куба   | вільна боротьба, до 74 кг | Бронза |
| Cerro Pelado International 2013                                        | Куба   | вільна боротьба, до 74 кг | Золото |